# Adam Taubitz

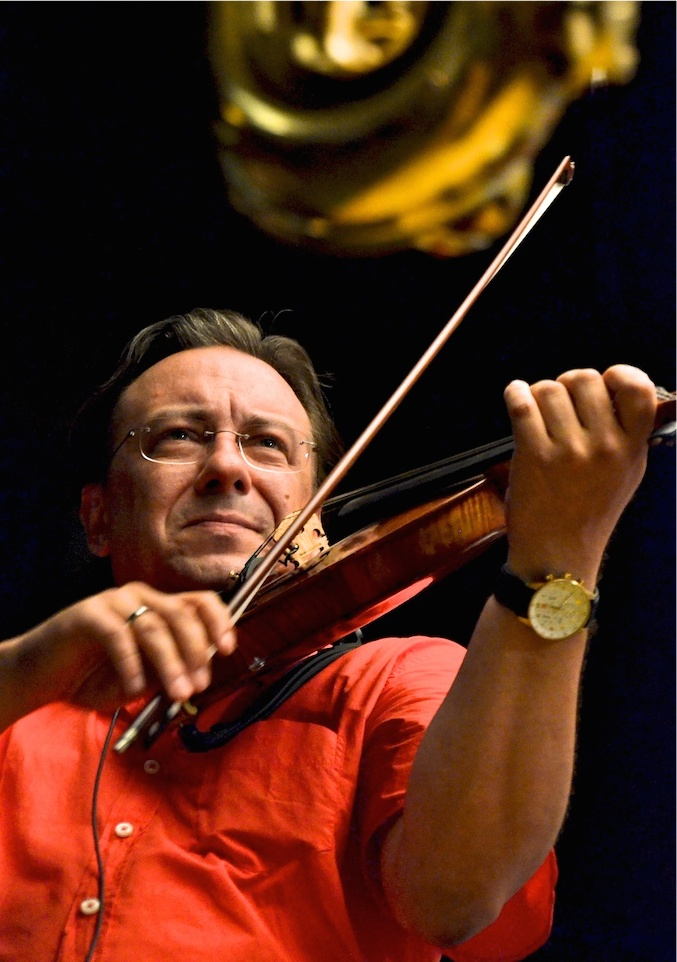
Adam Taubitz (2013)

Adam Taubitz (Chorzów, 7 oktober 1967) is een Duitse jazz en klassieke muzikant, violist, trompettist, gitarist bandleider en componist. 
Vanaf 1997 was hij Principal 2 Violist in het Berliner Philharmoniker onder Claudio Abbado. Hij is onder andere bekend door zijn werk met de Berliner Philharmoniker Jazz Group, welke hij in 1999 heeft opgericht en met het Aura Quartett.